# Neustadt an der Weinstraße
Neustadt an der Weinstraße is een kreisvrije stad in de Duitse deelstaat Rijnland-Palts. De stad is een centrum van de Duitse wijnindustrie en geniet historische bekendheid door het Hambacher Schloss, waar in 1832 het Hambacher Fest plaatsvond. De stad telt 53.306 inwoners (31 december 2020) op een oppervlakte van 117,10 km².

## Plaatsen in de kreisfreie Stadt Neustadt an der Weinstraße
- Diedesfeld
- Duttweiler
- Geinsheim
- Gimmeldingen (met Lobloch)
- Haardt
- Hambach
- Königsbach
- Lachen-Speyerdorf
- Mußbach
- Winzingen

## Bevolking
De stad heeft 53.306 inwoners.

### Nederlandse gemeenschap
In en om Neustadt woont en leeft een kleine Nederlandse gemeenschap (ongeveer 250 personen). Deze mensen (voornamelijk Nederlandse militairen met gezinnen) werken in deze omgeving. Er is een Nederlandse school. Neustadt organiseert ook Duits/Nederlandse dagen waar de gasten typisch Nederlandse hapjes kunnen proeven.

## Cultuur
Neustadt ligt in de wijnstreek Deutsche Weinstraße. Jaarlijks worden er wijnfeesten georganiseerd. Tijdens de herfstvakantie kan men daar ook nieuwe wijn-in-wording proeven. Deze wordt verkocht in een soort campingjerrycans of halve-literglazen.
In Neustadt bevindt zich sinds de jaren tachtig het spoorwegmuseum met een aantal fraaie oude locomotieven en wagons. Een van de treinen is de ET 11 uit 1935, een trein die in de jaren dertig tussen München, Neurenberg en Berlijn reed. De trein is van binnen te bezichtigen. De eersteklas met daarin de 'vaste' plaatsen van Adolf Hitler en Hermann Göring is nog geheel intact.

## Geboren
- Gregor Braun (31 december 1955), wielrenner
- Malu Dreyer (6 februari 1961), minister-president van Rijnland-Palts
- Mario Basler (18 december 1968), voetballer
- Dominique Heintz (15 augustus 1993), voetballer
- Kevin Akpoguma (19 april 1995), voetballer
- Antonis Aidonis (22 mei 2001), voetballer

## Afbeeldingen

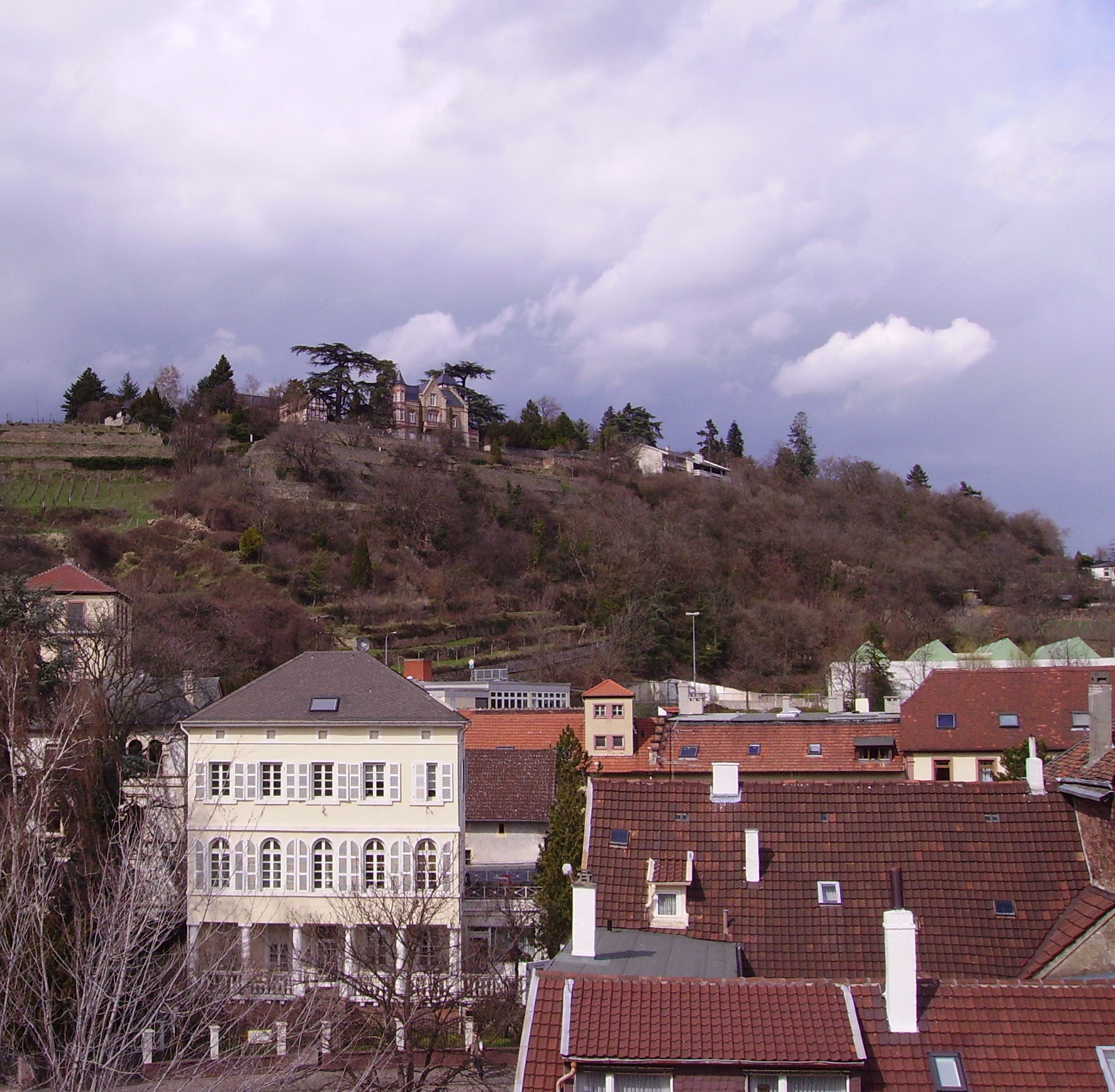
Neustadt an der Weinstraße
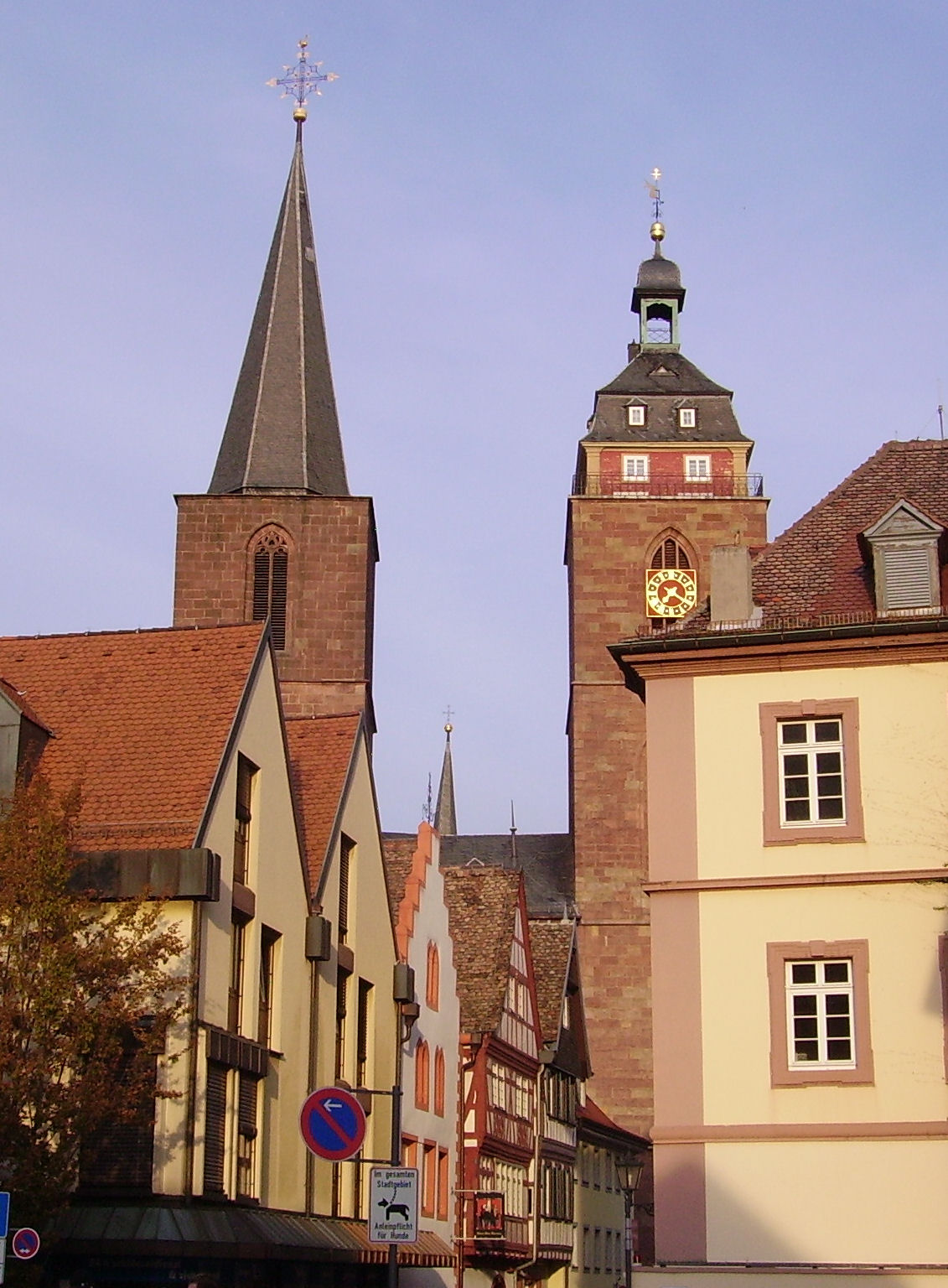
Kerktorens in Neustadt an der Weinstraße
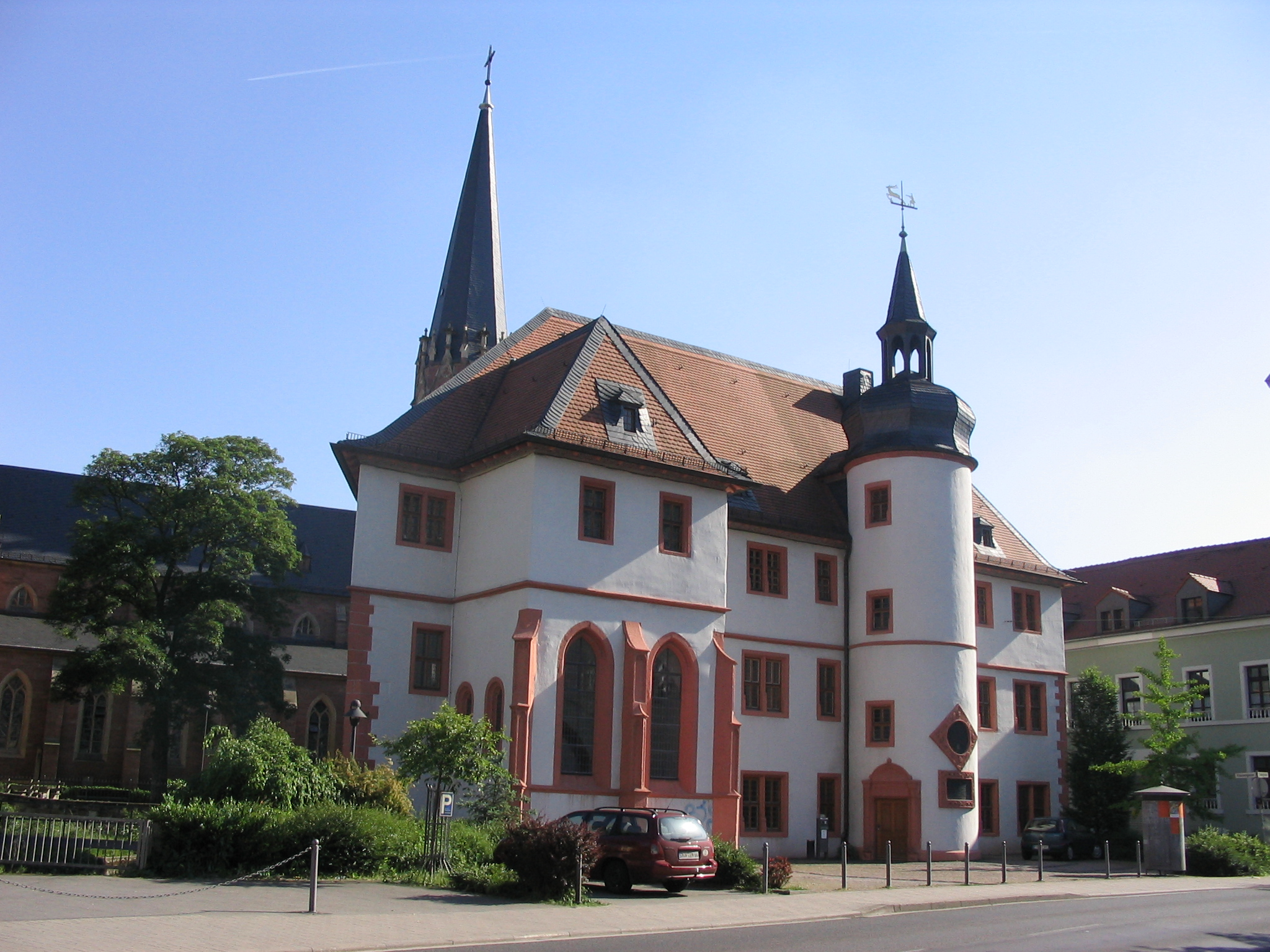
Casimirianum